# طريق الأمير محمد بن سلمان (الرياض)
طريق الأمير محمد بن سلمان بن عبد العزيز عُرف سابقاً باسم طريق الأمير سعود بن محمد بن مقرن. هو أحد أبرز الطرق بمدينة الرياض، يقع شمال مدينة الرياض ويبدأ من طريق الملك خالد غرباً بالقرب من الدرعية وطريق الجنادرية شرقاً على امتداد بطول 30 كم، ويقع بمحاذاته مشروع المسار الرياضي، ويتقاطع مع كل من الطرق الآتية وهي:
- طريق الملك خالد
- طريق الأمير تركي الأول
- طريق الأمير محمد بن سعد بن عبد العزيز (الخير سابقاً)
- طريق الملك فهد
- طريق العليا
- طريق الملك عبد العزيز
- طريق أبي بكر الصديق
- طريق عثمان بن عفان
- طريق الدائري الشرقي
- طريق خالد بن الوليد
- طريق الشيخ حسن بن حسين بن علي
- طريق الصحابة
- طريق الشيخ جابر الصباح
- طريق الجنادرية